# Haushaltseinkommen
Das Haushaltseinkommen ist die Summe der Einkommen eines privaten Haushalts, welches sich aus dem Einkommen mehrerer Haushaltsmitglieder und verschiedenen Einkommensquellen (z. B. Arbeitsentgelt, Einkommen aus unternehmerischer Betätigung, Vermögenserträge, Kindergeld oder Renten) zusammensetzen kann.
Von besonderer Bedeutung für die Bedarfsdeckung des einzelnen Haushalts und die gesamtwirtschaftliche Konsumgüternachfrage ist das verfügbare Einkommen des Haushalts bzw. (synonym) das Haushaltsnettoeinkommen (HNE), jener Betrag, der dem privaten Haushalt nach Abzug der direkten Steuern (z. B. Einkommensteuer) und Sozialversicherungsbeiträge und Erhalt von Transfereinkommen, beispielsweise Sozialleistungen, vom Bruttoeinkommen übrig bleibt.
Hier weicht der Nettoeinkommenbegriff von der Taxonomie der Einkommen ab – ergibt sich beim allgemeinen Einkommenbegriff das verfügbare Einkommen erst nach Zurechnung von staatlichen Transfereinkommen zum Nettoeinkommen, so sind beim Haushaltseinkommen „netto“ und „verfügbar“ gleichgesetzt, der ganze Saldo der Transfers, also Transferabflüsse und Transferzuflüsse zusammen sind bereits im Haushaltsnettoeinkommen enthalten. Dies resultiert aus dem abweichenden „Bruttoeinkommen“-Begriff bei Haushalten: staatliche Transferzahlungen (Zuflüsse) werden direkt zum Bruttoeinkommen des Haushaltes gerechnet, wohingegen beim personenbezogenen oder Einzeleinkommen diese Transferzuflüsse, beispielsweise Wohngeld, nicht zum Bruttoeinkommen gezählt werden.
Darüber hinaus wird mit frei verfügbarem Einkommen der Teil des Haushaltsnettoeinkommens bezeichnet, welcher nicht durch Ausgaben für die Unterkunft, Gebühren für Energie, Wasser, Müllabfuhr usw. sowie Deckung des zum Leben notwendigen Bedarfes (Nahrung, Kleidung, Körperpflege etc.) gebunden ist.

## Relevanz
Das Haushaltseinkommen ist eine mögliche Bezugsgröße zur Messung des Wohlstands, z. B. in der Studie zur Polarisierung der Einkommen des DIW (Juni 2010) .

## Entwicklung
In einer Ende 2011 von der OECD vorgestellten Studie wird festgestellt, dass die verfügbaren Haushaltseinkommen in Deutschland zwischen 1990 und 2010 durchschnittlich um 0,9 % jährlich gestiegen seien. Dabei wachse allerdings das Einkommen der Besserverdienenden um 1,9 %, das der Geringverdienenden lediglich um 0,1 % an. Die Situation sei in allen OECD-Staaten ähnlich; die Kluft zwischen Reich und Arm sei so tief wie seit über 30 Jahren nicht.
Mitbetrachtet werden kann, inwiefern die Einkommensentwicklung mit der Preisentwicklung korreliert. Bei Steigerungsraten der Preise (Inflation) über jenen der Nettoeinkommensentwicklung entsteht betroffenen Teilen der Bevölkerung eine Absenkung des Lebensstandards.